# 映画プロデューサー
映画プロデューサー（えいがプロデューサー、film producer）は、映画を企画、立案し、作品にする総合責任者である。

## 概要
日本映画では「製作」や「企画」と表記されることもある。近年は特にその職域が広くなっていることもあり、プロデューサーとしての職分を複数人で分担する場合が大半である。エンドロールでは、「プロデューサー」として連名で表示されることもあれば、「協力プロデューサー」「プロデューサー補」等とされることもある。「企画」は、言葉通り純粋に当該プロジェクトの立ち上げやアイディア提供にだけ関わった人物の場合もあり、大部分の東映などのように（同社は長らく「製作」のクレジットは大川博社長のみにしか許されなかった）プロデューサーを指す場合もある。
日本以外映画作品のエグゼクティブ・プロデューサー（Executive Producer、製作総指揮）は、ここで定義する映画プロデューサーとは、必ずしも一致しない。映画製作において具体的な実務内容が定められておらず、一般には、プロデューサーに対して社会的・経済的信用を付与する存在（日本的に言えば「後見人」）と理解されており、実質的な名義貸しともいえる。その職責は前述の通り名義のみのほか、出資を伴う事もあれば、企画やプロデュースへの関与、中には「総監督」のような立場で製作を全面的に指揮している場合もあり、監督やプロデューサーの上位に来る最高責任者であるが、その定義は明確ではない。『ジョーズ』等の製作をしたリチャード・ザナックによると、賞を受け取るために壇上に上がるのがラインプロデューサーで、ザナックや相棒のブラウンは上がらないとインタビューで説明している。
1980年のイギリス映画『クリスタル殺人事件』の劇中、映画監督役のロック・ハドソンが、映画無知の者に「プロデューサーと監督の違いは何かあるんですか?」と聞かれ、呆れたハドソンが、「プロデューサーは金を調達、監督は使う方。プロデューサーは浪費に怒る。監督は無視して浪費を続け、プロデューサーは病になる」「女優を選ぶのは寝た方」という台詞がある。
近年のハリウッド映画では、リメイク作やアメコミの映画化などで「映画の元となる作品の権利を持つ人物」は、その作品に携わらずとも権利者として「エグゼクティブ・プロデューサー」にクレジットされる慣習となっている。
これに対し、日本映画におけるエグゼクティブ・プロデューサーは、洋画と同じ意味合いで使われる場合もあるが、「複数のプロデューサーの中の筆頭者」を意味する場合もある。映画プロデューサーの最上位の役職、製作総指揮と訳すが、実際には製作現場での実務はほとんどない場合もある。

## 主な役割
- 企画立案
- 資金調達（出資者候補との交渉、確保）
- プロデューサーチームの編成
- 脚本家や映画監督、その他のスタッフ選び
- キャスト選び
- 準備から撮影、音楽、仕上げ、作品の完成までの全ての工程の包括的管理
- 配給、販売サイドとの交渉
- 資金の流れの管理
- ファイナル・カットの権限

## ゼネラルプロデューサー
映画由来の言葉として今日では映画以外でも広く使われる「ゼネラルプロデューサー」という言葉がある。例えばJAXAにもゼネラルプロデューサーという役職がある。ゼネラルプロデューサーは映画に於いては英語圏でいうエグゼクティヴ・プロデューサーとほぼ同じ「製作総指揮」「最高責任者」「制作統括」等という意味合いだが、英語圏にはない和製英語で、映画の世界で最初に使われ、以降、経済界、テレビ界、ゲーム業界、イベント業界などで広がっていった。「ゼネラルプロデューサー」という言葉を最初に使用し、言葉を広めたのは東映の二代目社長だった岡田茂。文献で確認できる最初の使用は『映画ジャーナル』1963年1月号の城戸四郎松竹社長との対談で、撮影所長の話の流れになった際、当時東映東京撮影所の所長だった岡田が「ゼネラル・プロデューサーとして、いい作品、面白い作品、受ける作品をつくるためには、まず所員を奮起させる、芸術家や技術者を乗せる、これが第一の仕事だと思うんです。うずを巻かす人物がスタジオには絶対必要です。それがゼネラル・プロデューサーたる所長でなきゃいかんと思っているんですがね」と述べている。岡田は大川博東映初代社長から、1950年27歳で東映の映画製作の大権を握らせてもらい、自伝で「全権委任された私はこの時から実質的なゼネラルプロデューサーになった」と述べている。以降、東映映像作品制作の陣頭指揮を執ったことから、自らゼネラルプロデューサーと名乗るようになった。岡田はこの言葉が好きで、自伝『悔いなきわが映画人生』では計7度使用している。また仲違いが一時あった俊藤浩滋を1973年に東映参与ゼネラル・プロデューサーに就任させている。ただ1960年代から1970年代にかけてはあまり普及せず、時折使われる程度だったが、1980年代に入ると使用が増えていった。1980年3月17日に銀座の東映本社であった『四季・奈津子』の製作発表で、岡田が原作者である五木寛之に「五木氏にはゼネラル・プロデューサーと音楽プロデューサーをやってもらう」と話した。テレビ界では1982年4月にテレビ東京が初めて三枝孝栄を新設したゼネラルプロデューサーという役職に就けた（演出局長、取締役）。1985年のつくば万博（国際科学技術博覧会）では日本放送協会（NHK）会長を務めた坂本朝一が「催事ゼネラルプロデューサー」なる役職に就いた。
急速に言葉として普及したきっかけは、1985年に岡田を中心に創設された東京国際映画祭で、同映画祭の最高責任者としてゼネラルプロデューサーという役職が設けられてから。ここからテレビ界やイベント、各企業のポストとしてゼネラルプロデューサーという役職が多く見られるようになった。横澤彪は1987年7月に鹿内春雄フジサンケイグループ会議議長からフジテレビで初めて設けられた役員待遇編成局ゼネラルプロデューサーに指名され、7つの番組全体を統括する役職になった。1987年に行われた「歌舞伎座百年記念興行」では永山武臣松竹社長がゼネラルプロデューサーを務めた。1989年に横浜市で開催された横浜博覧会では、阿久悠が催事ゼネラルプロデューサーに、名古屋市で開催された世界デザイン博覧会では榮久庵憲司がゼネラルプロデューサーを務めた。1995年に開局した東京メトロポリタンテレビジョンは開局にあたり、村木良彦をゼネラルプロデューサーに起用して、日本放送界初の「ゼネラルプロデューサーシステム」を導入して開局を進めた。今日ではゼネラルプロデューサーという役職・肩書きは、テレビ局を中心に多数使われる。

## その他のプロデューサー
企画者・製作者をプロデューサーと呼び、業務、ライン上のランク等でプロデューサーを区分する場合がある。
- 協力プロデューサー - associate producerの日本語への訳語。映画プロデューサーの下で企画、制作などに参加。 一部、もしくは限定された業務を行うプロデューサー。｢製作補｣の訳語もある。
- 共同プロデューサー - co-producerの日本語への訳語。主に製作に参加する企業等との交渉や資金の調達などを担当するプロデューサー。
- 企画プロデューサー - 原案、企画、映画作品自体のコンセプトの礎を担う。以下と区別するための便宜上の語。
- ラインプロデューサー - 製作担当、製作主任、製作進行、進行助手のラインのトップ。
- キャスティングプロデューサー - キャスティング業務のプロデュース、演技事務のラインのトップ。
- 音楽プロデューサー - 劇伴、主題歌のプロデュース。
- 宣伝プロデューサー - 配給部門における宣伝業務のプロデュース。

## 教育機関
- 映画専門大学院大学 - 2013年廃止。